# جاناتان لوپز (بازیکن فوتبال اسپانیایی)
جاناتان لوپز (انگلیسی: Jonathan López؛ زادهٔ ۱۶ آوریل ۱۹۸۱) بازیکن فوتبال اهل اسپانیا است.
از باشگاه‌هایی که در آن بازی کرده‌است می‌توان به باشگاه فوتبال نومانسیا، باشگاه فوتبال رئال اویدو، باشگاه فوتبال آلباسته بالومپیه، باشگاه فوتبال کوردوبا، باشگاه فوتبال ویرا، باشگاه فوتبال ختافه، و باشگاه فوتبال والنسیا اشاره کرد.
وی همچنین در تیم‌های ملی فوتبال زیر ۱۵ سال اسپانیا، زیر ۱۶ سال اسپانیا، زیر ۱۷ سال اسپانیا، و زیر ۱۸ سال اسپانیا بازی کرده‌است.